# Alfredo de Vincenzi
Alfredo Ciriaco de Vincenzi (bardzo często spotyka się pisownię Devincenzi) (9 czerwca 1907 - ?) – piłkarz argentyński, napastnik. Wzrost 178 cm, waga 77 kg.
Wychowanek Racingu. Od stycznia 1934 gracz klubu Estudiantil Porteño Buenos Aires. Jako piłkarz Estudiantil Porteño był w kadrze reprezentacji Argentyny w finałach mistrzostw świata w 1934 roku, gdzie Argentyna odpadła już w pierwszej rundzie. Zagrał w jedynym meczu ze Szwecją.
Nigdy nie wystąpił w turnieju Copa América.
W reprezentacji Argentyny rozegrał 8 meczów i zdobył 1 bramkę
Po mistrzostwach świata pozostał we Włoszech, gdzie otrzymał obywatelstwo. W 1935 jako tzw. oriundi, będąc piłkarzem Ambrosiany, rozegrał jeden mecz w reprezentacji Włoch.
W barwach Ambrosiany grał w latach 1934–1936, rozgrywając łącznie 56 meczów i zdbywając 21 bramek
Po powrocie do Argentyny w 1938 grał w San Lorenzo de Almagro.